# Ягнятина

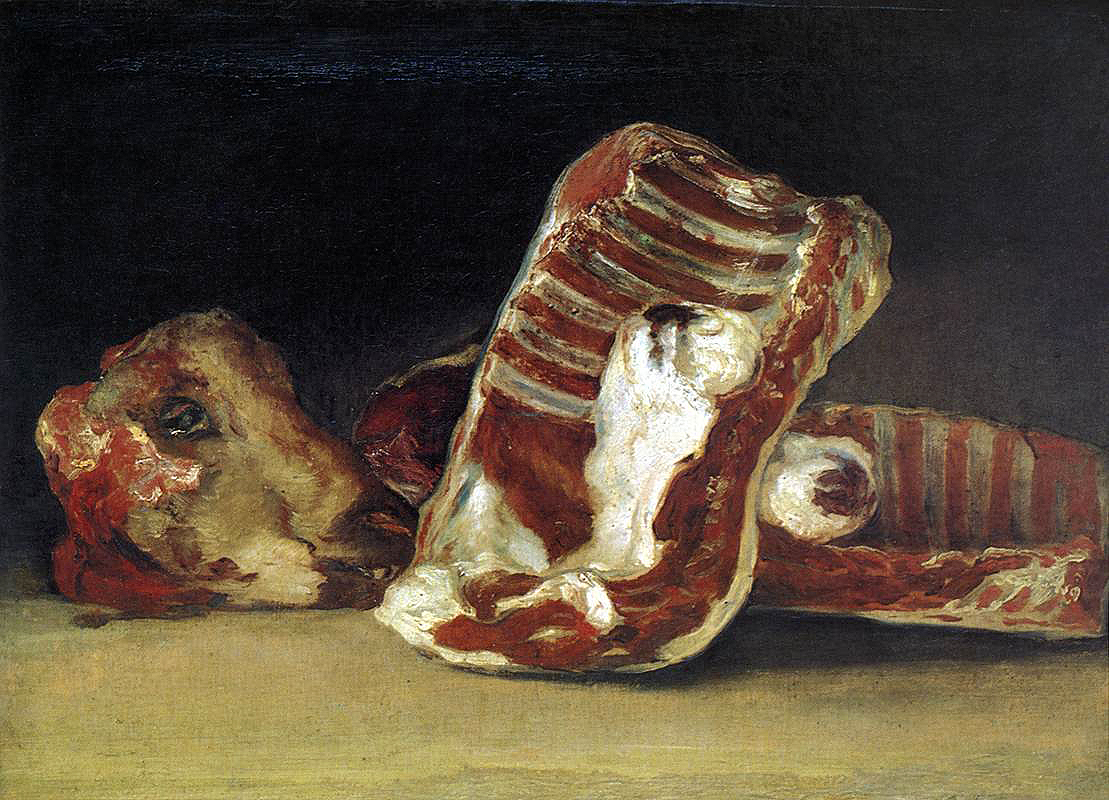
Ягнятина

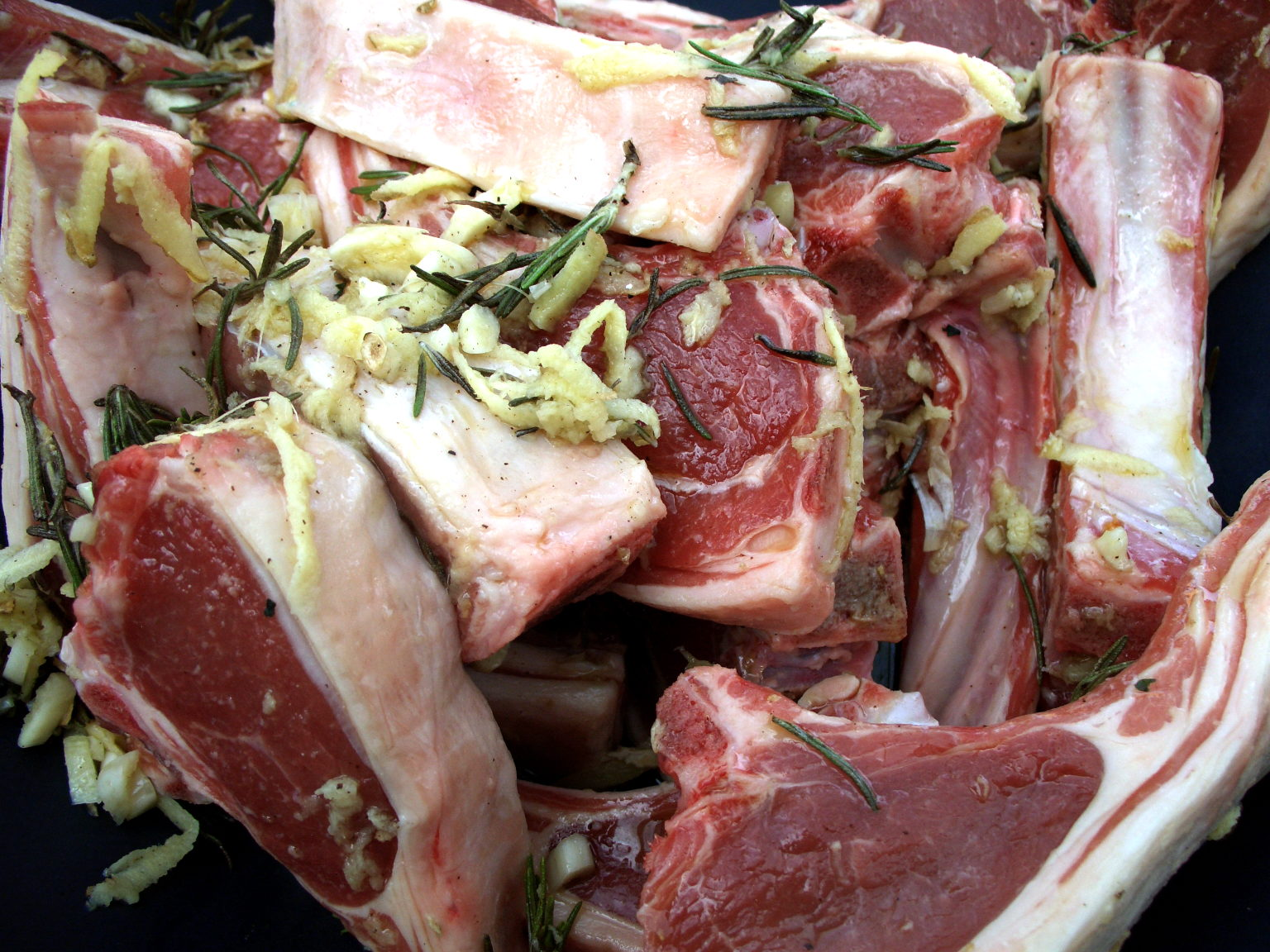
Котлети (відбивні) з ягняти мариновані з імбиром та розмарином

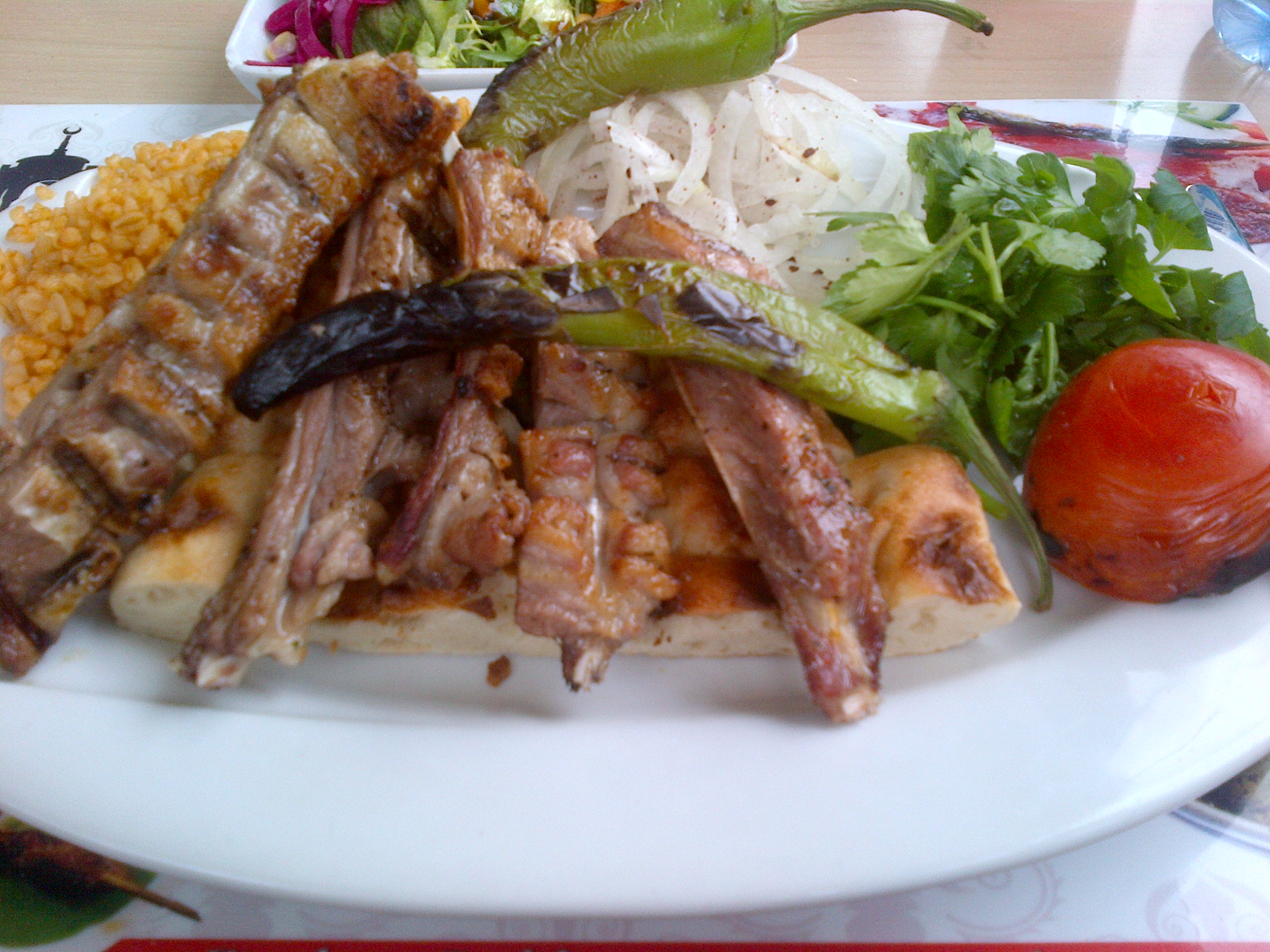
Кузу Кабург — турецька страва

Ягнятина — м'ясо молодих баранів та овець (ягнят у віці до одного року, а м'ясо більш дорослого барана (вівці) називається баранина). Особливо високо цінується, завдяки особливо ніжному та делікатному «молочному» смаку, м'ясо ягнят, забитих у віці від одного до трьох місяців.
М'ясо класифікується в залежності від віку ягняти:
- Молочна (ягня харчувався виключно материнським молоком) — максимальний вік — до трьох місяців;
- Молоде ягня (переведене на інші корми) — 3–5 місяців;
- Молоде нагуляне ягня, зване також травоїдним - 6–8 місяців;
- Класична ягнятина — від 8 місяців до року[1]

З точки зору нутриціології, ягнятина — це цінна їжа, яка містить багато вітамінів, мінералів та білку. Наприклад, порція ягнятини з 100 грамів є добовою потребою дорослої людини у вітаміні B12, також в тій же порції міститься 18 грамів білку. Середньостатистичне м'ясо ягняти також містить близько 80 мг натрію, 1,3 мг заліза, 289 мг калію і 3 мг кальцію (на ті ж 100 грамів). Зміст холестерину в ягняти порівняно з його вмістом в яловичині — 70 мг на 100 грам м'яса. Вміст жиру (в залежності від віку і частини тіла ягняти) коливається між 3,4 і 37 %. На відміну від баранини, ягнятина набагато швидше перетравлюється, що дозволять використовувати її в раціоні харчування для дітей .
Ягнятина популярна в кухнях Середземномор'я, особливо на Близькому Сході та у Північній Африці, а також традиційно в Середній Азії. У пустелях, напівпустелях та передгір'ях велику рогату худобу, на відміну від овець і кіз, важко утримувати через особливості рельєфу та брак належної для них їжі. Крім того, свинина в юдаїзмі та ісламі є забороненою і тому широко не використовується в Ізраїлі та ісламському світі.
М'ясо ягняти ніжне і м'яке. Може готується по-різному: смажитися, тушкуватися, пекти, варитися. З нього робляться супи, відбивні, шашлики, м'ясне рагу (в тому числі, поряд з бараниною, ірландське рагу). Приправами для ягнятини можуть служити чорний перець, часник, зіра, чебрець, розмарин, естрагон, орегано, майоран, паприка, каррі або ягоди ялівцю. М'ясо маринують в сколотинах, оцті, червоному або білому вині. В англійській кухні ягнятину часто подають з м'ятним соусом. Популярна страва високої кухні — каре з ягняти (фр. Carré d'agneau).

## Частини тіла
- Шия в м'ясі — тонкий, білий та соковитий шар жиру; підходить для приготування супів.
- Плече дає ніжні шматки м'яса, підходить для тушкування.
- Скакальні суглоби — м'ясо міцне і дуже гостре, підходить для смаження.
- Ребра — їх м'ясо підходить для таких страв, як печеня та барбекю.
- Спина — в ній найніжніше м'ясо з меншою кількістю кісток; підходить для варіння, запікання в духовці, смаження на грилі ітушкування.
- Черево — підходить для приготування рагу, супів, гуляшу та рулетів.
- Окорок — сухий, ніжний та м'ясистий; підходить для приготування на грилі стейків, для смаження та готування гуляшу.